# انتخابات مجلس الأمة الكويتي 2024
انتخابات مجلس الأمة الكويتي 2024 هي الانتخابات البرلمانية الواحدة والعشرين في تاريخ الكويت، أُجريت في يوم الخميس 4 أبريل 2024 ويأتي إجراء هذه الانتخابات بعد أن صدر مرسوماً بحل مجلس الأمة 2023 في 15 فبراير 2024.

## خلفية
في 15 فبراير 2024 أصدر الشيخ مشعل الأحمد الصباح أمير دولة الكويت مرسوماً بحل مجلس الأمة 2023 بسبب ما بدر من مجلس الأمة من تجاوز للثوابت الدستورية في إبراز الاحترام الواجب للمقام السامي وتعمد استخدام العبارات الماسة غير المنضبطة.
وفي 21 فبراير 2024 أصدر الشيخ مشعل الأحمد الصباح أمير دولة الكويت المرسوم بقانون رقم 4 لسنة 2024 بشأن انتخابات أعضاء مجلس الأمة حيث نص المرسوم بقانون على وقف العمل مؤقتاً بالقانون رقم 120 لسنة 2023 بشأن انتخابات أعضاء مجلس الأمة (قانون المفوضية العامة للانتخابات).

## النظام الانتخابي
تنقسم دولة الكويت إلى 5 دوائر انتخابية حيث تنتخب كل دائرة 10 مرشحين ويحق للناخب انتخاب مرشح واحد فقط وفقاً لنظام الصوت الواحد حيث أنه ووفقاً للمادة 81 من دستور الكويت يكون تحديد الدوائر الانتخابية بقانون.

## موعد الانتخابات والترشح
في 28 فبراير 2024 أصدر الشيخ مشعل الأحمد الصباح مرسوماً بدعوة الناخبين لانتخاب أعضاء مجلس الأمة في يوم الخميس 4 أبريل 2024
في 3 مارس 2024 أعلنت إدارة شؤون الانتخابات بوزارة الداخلية فتح باب الترشح للانتخابات خلال الفترة 4-13 مارس 2024.
في 13 مارس 2024، أٌغلق باب الترشيح بوجود 255 مُرشح (244 ذكور، 14 إناث). في 28 مارس، أٌغلق باب التنازلات عن الترشح بعد تنازل 44 مُرشحًا، وشطب 11 مرشح ليُصبح العدد الإجمالي للمرشحين 200 مُرشح.
انطلقت عملية الاقتراع في 4 أبريل 2024 الساعة 12 ظهرًا حتى 12 مساءً بتوقيت دولة الكويت، ولن يتوقف التصويت أثناء وقت الإفطار.

## المرشحون
بلغ عدد المرشحين والمرشحات النهائي 200 بعد إغلاق باب الترشح والتنازلات.

#### الدائرة الأولى
عدد المرشحين 41 مرشحًا
| إبراهيم محمد البلوشي   | أحمد حاجي لاري         | أحمد خليفة الشحومي    | أسامة زيد الزيد               | باسل حسين البحراني        | جراح علي نور             |
| ---------------------- | ---------------------- | --------------------- | ----------------------------- | ------------------------- | ------------------------ |
| حمد محمد المدلج        | حمزة عباس العريان      | خالد مرزوق العميرة    | صالح أحمد عاشور               | عادل جاسم الدمخي          | عبد الرحمن خلاوي الشمالي |
| عبد الرحمن محمد العجمي | عبد الصمد مصطفى زاهد   | عبد الله جاسم المضف   | عبد الله عبد الحسين المظفر    | عبد الله عبد الوهاب الحرز | عبد الله علي الخباز      |
| عبد الله محمد المطيري  | عبد الله محمد الطريجي  | عبد الله مرزوق الرومي | عبد الوهاب عبد الرحمن الكندري | علي حسن جعفر              | علي حسين الموسى          |
| علي حسين محمد          | علي عبد الرحمن الكندري | علي فلاح الصابري      | علي كاظم بن زيد               | عيسى أحمد الكندري         | عيسى حجي موسى            |
| فاطمة خالد كرم         | فخري هاشم رجب          | فهد عبد الله عبد الله | محمد سند حنيف                 | محمد جوهر حيات            | محمد عبد الله المطر      |
| محمد مبارك الداهوم     | مصطفى يعقوب بهبهاني    | ميثم عبد الله عوض     | ناصر محمد النصر الله          | وليد أحمد القبندي         |                          |

#### الدائرة الثانية
عدد المرشحين 39 مرشحًا
| أحمد محمد الحمد          | أحمد محمد العجمي        | بدر حامد الملا         | بدر نشمي العنزي         | بشار كاظم علي          | ثامر خالد العنزي  |
| جابر علي الهولي          | حامد محري البذالي       | حمد حمود الشمري        | حمد محمد المطر          | خالد سعد الرشيدي       | خالد عايد العنزي  |
| خليل إبراهيم الصالح      | سعد خالد الفجي          | سعود خالد البابطين     | شعيب علي شعبان          | شيماء ناصر الهاجري     | طلال عجيل الشمري  |
| عبد الله تركي الأنبعي    | عبد الله علي عبد العزيز | عبد الوهاب أنور القطان | عبد الوهاب عارف العيسى  | علي سالم الدقباسي      | علي عادل حسين     |
| عمر عبد المحسن الطبطبائي | فلاح ضاحي الهاجري       | فهد برجس العيد         | فهد سماوي الظفيري       | فهد عبد العزيز المسعود | مثنى علي البذالي  |
| محمد براك المطير         | مرزوق علي الغانم        | مشعل صالح المري        | منصور مزعل السرهيد      | نواف بهيش العازمي      | هزاع فيصل المطيري |
| هزاع مطلق الهدبه         | هويدي صحن الهاجري       | وليد خالد شهاب         | يوسف عبد الرزاق الفوزان |                        |                   |

#### الدائرة الثالثة
عدد المرشحين 32 مرشحًا
| إبراهيم محمد دشتي           | أحمد عبد العزيز السعدون | أحمد نبيل الفضل        | آلاء شاكر فرس            | جاسم محمد دشتي         | جراح خالد الفوزان       |
| --------------------------- | ----------------------- | ---------------------- | ------------------------ | ---------------------- | ----------------------- |
| جنان محسن رمضان             | حمد عادل العبيد         | حمد عبد الرحمن العليان | خالد إبراهيم الصلال      | خالد جمعة الياسين      | خالد خيرالله مشاري      |
| خليفة خليل التميمي          | زهراء فيصل الشيرازي     | سعدون حماد العتيبي     | سهيلة عبد العزيز السالم  | عبد الرحمن محمد العجمي | عبد العزيز طارق الصقعبي |
| عبد الكريم عبد الله الكندري | عبد الله طلال الهندال   | عبد الله مصطفى غضنفر   | عبد الوهاب محمد البابطين | فارس سعد العتيبي       | فاطمة هاشم علي          |
| ماضي إبراهيم الخميس         | محمد بدر الجوعان        | محمد سالم المري        | مريم محسن المطيري        | مهلهل خالد المضف       | مهند طلال الساير        |
| نورة جاسم الدرويش           | هدى شاهين الحمادي       |                        |                          |                        |                         |

#### الدائرة الرابعة
عدد المرشحين 48 مرشحًا
| إبراهيم عادل كمال    | أحمد نصار الشريعان   | أنور عراك الظفيري    | بدر سيار الشمري    | بدر ناصر المجاوب              | بريكان مجيدل السليماني |
| -------------------- | -------------------- | -------------------- | ------------------ | ----------------------------- | ---------------------- |
| بكر بادي الرشيدي     | ثامر سعد السويط      | ثامر مثيب العبدلي    | حسن محسن العازمي   | حسين عبد اللطيف الصيرفي       | حمد يوسف الجدي         |
| خليفة محمد الخليفة   | سعد علي الخنفور      | سلطان مطني الشمري    | شعيب شباب المويزري | عبد الرحمن عبد الهادي الهاجري | عبد الله أحمد اشكناني  |
| عبد الله سالم الشمري | عبد الله فهاد العنزي | عبد الله ناصر العلاج | عبيد محمد الوسمي   | عسكر عويد العنزي              | عيد شامان المطيري      |
| فايز غنام الجمهور    | فهيد فهاد المويزري   | فهيمة نشمي الرشيدي   | فواز ثامر الجدعي   | فواز عيد الهبله               | فواز منشر الظفيري      |
| فيصل عبد الرضا كرم   | مبارك حمود الطشة     | مبارك هيف الحجرف     | متعب عايد الذايدي  | محمد بداح السليماني           | محمد سعد الحربي        |
| محمد شنيفي الماجدي   | محمد عوض الرقيب      | محمد فلاح الصليلي    | محمد مبارك الفجي   | محمد هايف المطيري             | مساعد محمد القريفة     |
| مطلق عويد العنزي     | معاذ مبارك الدويلة   | نواف ضحوي المطيري    | نوال صالح اباالخيل | يعقوب محمد جوهر               | يوسف محمد البذالي      |

#### الدائرة الخامسة
عدد المرشحين 40 مرشحًا
| أحمد كمال السليمي      | أحمد محمد العتيبي       | بادي حسين الدوسري       | بدر زايد الداهوم       | بدر فاضل كرم          | جابر خالد السبيعي    |
| ---------------------- | ----------------------- | ----------------------- | ---------------------- | --------------------- | -------------------- |
| حسن محمود أشكناني      | حمدان ابراهيم الحمدان   | حمدان سالم العازمي      | خالد سريع الهاجري      | خالد شخير المطيري     | خالد عبد الله النيف  |
| خالد مؤنس العتيبي      | سعود باتل العجمي        | سعود عبد العزيز العصفور | صالح ناصر الهاجري      | صباح عدنان علي        | طلال محمد العازمي    |
| عايض عبد الهادي العجمي | عايض نايف أبوخوصة       | عبد الله حشر البرغش     | عبد الله علي السند     | عبد الله محمد الكندري | عبد المحسن علي أكبر  |
| عبد الهادي ناصر العجمي | عبير عبد الرحمن العتيبي | غانم عبد الله الحجيلان  | فهد عامر العازب        | فهد فلاح بن جامع      | فوزي صقر الصقر       |
| فيصل محمد الكندري      | ماجد مساعد المطيري      | مبارك فهد الهاجري       | متعب ناصر الجلال       | محمد حسين المهان      | محمد عبد الأمير حسين |
| محمد مساعد الدوسري     | محمد هادي الحويلة       | هاني حسين شمس           | يعقوب عبد الله الرفاعي |                       |                      |

### شطب المرشحين
في 16 مارس 2024، استبعدت إدارة الانتخابات التابعة لوزارة الداخلية 14 مُرشحًا ومنهم مرزوق الخليفة، أحمد مطيع العازمي، مرزوق الحبيني، جابر المحيلبي، محمد الجويهل بسبب قضية الإدانة بالفرعيات التي اعتبرتها اللجنة بأنها من القضايا المُخلة بالشرف والأمانة. وأعلن بعض المشطوبين بالطعن على القرار. في 20 مارس، قضت المحكمة الإدارية بقبول طعن أحمد مطيع العازمي ومرزوق الخليفة وأعادتهم لكشوف المرشحين، بينما رفضت طعون كلاً من مرزوق الحبيني وجابر المحيلبي. في 24 مارس، أيدت محكمة الاستئناف قرار وزير الداخلية، بشطب جميع المرشحين. في 31 مارس، أصدرت محكمة التمييز حكمًا نهائيًا بشطب كلاً من مرزوق الحبيني، أحمد مطيع العازمي، جابر المحيلبي، ومرزوق الخليفة وذلك باعتبار قضية الفرعيات من جرائم المخلة بالشرف والأمانة.

## النتائج
بدأ الاقتراع ظهر يوم الخميس المُوافق 4 أبريل في الساعة الثانية عشر ظهرًا حتى الثانية عشر مساءً، وعاد 39 نائب من مجلس الأمة 2023 مرة أخرى للمجلس، بينما فاز 11 مرشح جديد. وشهدت النتائج وجود امرأة واحدة.

### المرشحون الفائزون
| الدائرة الانتخابية                | المرشح الفائز      | عدد الأصوات |
| --------------------------------- | ------------------ | ----------- |
| الدائرة الأولى (مجموع الناخبين: ) | أسامة الزيد        | 4,936       |
| الدائرة الأولى (مجموع الناخبين: ) | عبد الله المضف     | 4,729       |
| الدائرة الأولى (مجموع الناخبين: ) | محمد جوهر حيات     | 4,134       |
| الدائرة الأولى (مجموع الناخبين: ) | أحمد لاري          | 4,108       |
| الدائرة الأولى (مجموع الناخبين: ) | عيسى الكندري       | 3,678       |
| الدائرة الأولى (مجموع الناخبين: ) | باسل حسين البحراني | 3,631       |
| الدائرة الأولى (مجموع الناخبين: ) | عادل الدمخي        | 3,530       |
| الدائرة الأولى (مجموع الناخبين: ) | خالد الطمار        | 3,502       |
| الدائرة الأولى (مجموع الناخبين: ) | صالح عاشور         | 3,399       |
| الدائرة الأولى (مجموع الناخبين: ) | محمد الداهوم       | 3,249       |
| الدائرة الثانية                   | مرزوق الغانم       | 8,295       |
| الدائرة الثانية                   | شعيب شعبان         | 6,325       |
| الدائرة الثانية                   | عبد الوهاب العيسى  | 3,917       |
| الدائرة الثانية                   | فلاح ضاحي الهاجري  | 3,342       |
| الدائرة الثانية                   | محمد المطير        | 3,246       |
| الدائرة الثانية                   | بدر نشمي العنزي    | 3,238       |
| الدائرة الثانية                   | نواف بهيش العازمي  | 3,064       |
| الدائرة الثانية                   | عبد الله الأنبعي   | 2,914       |
| الدائرة الثانية                   | بدر الملا          | 2,758       |
| الدائرة الثانية                   | فهد المسعود        | 2,708       |
| الدائرة الثالثة                   | عبد الكريم الكندري | 9,428       |
| الدائرة الثالثة                   | عبد العزيز الصقعبي | 6,294       |
| الدائرة الثالثة                   | مهلهل المضف        | 5,804       |
| الدائرة الثالثة                   | فارس العتيبي       | 5,737       |
| الدائرة الثالثة                   | أحمد السعدون       | 5,250       |
| الدائرة الثالثة                   | جراح الفوزان       | 5,238       |
| الدائرة الثالثة                   | مهند الساير        | 5,114       |
| الدائرة الثالثة                   | أحمد نبيل الفضل    | 5,092       |
| الدائرة الثالثة                   | جنان بوشهري        | 4,976       |
| الدائرة الثالثة                   | حمد العبيد         | 4,908       |
| الدائرة الرابعة                   | شعيب المويزري      | 15,663      |
| الدائرة الرابعة                   | أنور الفكر         | 8,646       |
| الدائرة الرابعة                   | عبيد الوسمي        | 8,141       |
| الدائرة الرابعة                   | محمد الرقيب        | 7,970       |
| الدائرة الرابعة                   | مبارك الطشه        | 7,707       |
| الدائرة الرابعة                   | بدر سيار الشمري    | 7,557       |
| الدائرة الرابعة                   | سعد الخنفور        | 7,188       |
| الدائرة الرابعة                   | فايز الجمهور       | 7,120       |
| الدائرة الرابعة                   | مبارك الحجرف       | 6,925       |
| الدائرة الرابعة                   | محمد هايف          | 6,473       |
| الدائرة الخامسة                   | فهد بن جامع        | 16,469      |
| الدائرة الخامسة                   | حمدان العازمي      | 14,211      |
| الدائرة الخامسة                   | متعب الجلال        | 11,055      |
| الدائرة الخامسة                   | سعود العصفور       | 10,643      |
| الدائرة الخامسة                   | بدر الداهوم        | 9,104       |
| الدائرة الخامسة                   | ماجد مساعد المطيري | 8,807       |
| الدائرة الخامسة                   | عبد الهادي العجمي  | 8,521       |
| الدائرة الخامسة                   | هاني شمس           | 8,437       |
| الدائرة الخامسة                   | محمد مساعد الدوسري | 7,644       |
| الدائرة الخامسة                   | خالد مؤنس العتيبي  | 7,343       |

### أبرز الخاسرين
أسماء أبرز الخاسرين في انتخابات مجلس الأمة في الدوائر الخمس وغالبيتهم أعضاء سابقين.
- حمد المدلج
- علي الموسى
- أحمد الشحومي
- عبد الله الطريجي
- أحمد الحمد
- حمد المطر
- حامد البذالي
- عمر الطبطبائي
- خليل الصالح
- علي الدقباسي
- خالد عايد العنزي
- حمد العليان
- عبد الوهاب البابطين
- سعدون حماد العتيبي
- عبد الله فهاد العنزي
- ثامر السويط
- متعب الرثعان
- عسكر العنزي
- محمد مبارك الفجي
- يوسف البذالي
- أحمد الشريعان
- محمد الحويلة
- محمد المهان
- فيصل الكندري
- عبد الله البرغش
- خالد شخير المطيري
- بادي الدوسري